# FreeCell
FreeCell é um jogo de cartas no estilo paciência jogado com um baralho padrão de 52 cartas. É um jogo fundamentalmente diferente da maioria dos jogos do estilo, pois nele quase todas as mãos podem ser resolvidas. Embora implementações de software variem, a maioria das versões rotulam os jogos com um número (derivado de uma coleção de números aleatórios usados para gerar a mão).
Uma versão do FreeCell foi criada pela Microsoft para lançamento com o sistema operacional Windows.

## Regras
Construção e disposição:
- Um baralho padrão de 52 cartas é posto;
- Existem quatro células vazias e quatro células-base vazias. Algumas regras alternativas versam de uma a dez células;
- As cartas são dadas em oito colunas, quatro que incluem sete cartas e quatro que incluem seis. Algumas regras alternativas usarão  entre quatro a dez colunas.

A construção durante o jogo:
- A carta no topo de cada coluna inicia um quadro;
- Os quadros devem ser construídos para baixo pela alternação das cores;
- As células-base são construídas por naipe.

Movimentos:
- Qualquer carta de célula ou carta do topo de qualquer coluna pode ser movida para construir um quadro, ou movida para uma célula vazia, uma coluna vazia, ou uma célula-base.
- Quadros completos ou parciais podem ser movidos para outros quadros, ou movidos para colunas vazias, colocando e removendo cartas recursivamente através de lugares provisórios. Mesmo quando implementações do computador várias vezes mostram esse movimento, é típico dos jogadores, usando mãos físicas, moverem o quadro de uma vez.

Vitória:
- O jogo é vencido após todas as cartas serem movidas para as suas células-base.

Para jogos com a disposição padrão (quatro células vazias e oito colunas), a maioria das mãos são resolvidas facilmente.

## História
Um dos mais antigos ancestrais do FreeCell é Eight Off. Em junho 1968 edição de Scientific American, Martin Gardner descreveu no seu "Mathematical Games" coluna de um jogo por C. L. Baker que é semelhante ao FreeCell, exceto pelo fato de que cartas no quadro são construídas por terno e não por cores alternadas. Esta variante é agora chamado Baker's Game. FreeCell's origens podem remontam ainda mais a 1945 e um jogo chamado Scandinavian Napoleão em Santa Helena (não o jogo em Napoleon
St. Helena, também conhecida como Quarenta Ladrões. 
Paul Alfille mudou Baker's Game fazendo cartas construir, de acordo com cores alternadas, criando assim FreeCell. Ele implementada a primeira versão do informatizados - lo no linguagem de programação Tutor para o PLATO educacionais sistema informático em 1978. Paul conseguiu facilmente reconhecível exibir imagens gráficas de jogar cartas no 512 × 512 monocromático exibição no PLATO sistemas.
Esta originais FreeCell ambiente permitidos jogos com 4.10 colunas e 1-10 células, para além da norma 8 × 4 jogo. Para cada variante, o programa armazenado uma lista por classificação dos jogadores com o maior vencedor extensões. Houve também um torneio sistema que permitiu as pessoas para competir para vencer difícil mão - colhido ofertas. Paul Alfille descreve este início FreeCell ambiente em mais detalhes em uma entrevista de 2000. 
O jogo ganhou popularidade no mundo inteiro, graças ao Jim Horne, que aprendeu o jogo da PLATO sistema e implementada uma versão do jogo com a cor gráfica para Windows. Ela foi pela primeira vez incluída no Microsoft Win32s como um programa de teste e, em seguida, em Microsoft's Entertainment Pack Volume 2 e os mais tarde "Best Of Microsoft Entertainment Pack". No entanto, FreeCell manteve - se relativamente obscuro até que ela foi feita de uma parte de Windows 95 e foi incluída com cada versão do Windows desde (embora o Windows Vista Business Edition não inclui - lo por defeito. Deve ser especificamente instalado).
Hoje, existem muitas outras FreeCell implementações para cada sistema moderno, alguns deles, como parte das suítes do solitaire. No entanto, estima - se que, a partir de 2003, a Microsoft continua a ser a versão mais popular, apesar do fato de que é muito limitado no jogador assistência características, tais como a retração das jogadas. No entanto, com a introdução de Windows Vista, a implementação FreeCell contém dicas básicas e ilimitado mover retração.

## Estratégias
- A estratégia básica é utilizar as quatro células livres como locais temporários para as cartas. As cartas nunca (ou raramente) deveriam ser transferidas para uma célula livre sem haver um plano para movê-las para fora novamente.
- A sequência de várias cartas com cores alternadas pode ser transferida de uma vez movendo-se as cartas para células livres e/ou colocando-as temporariamente em colunas vazias. Se o movimento envolve colocar temporariamente uma carta em uma coluna vazia, é chamado um supermove na terminologia do FreeCell.
- Células livres e/ou colunas vazias também podem ser usados para classificar as cartas de uma coluna em ordem correta. Por exemplo, se uma coluna tiver as cartas 10 ♦, 7 ♣, 6 ♦, 8 ♦ e 9 ♣ em uma coluna e quatro celas vazias livre, pode – se mover 7 ♣, 6 ♦, 8 ♦ e 9 ♣ às células livres e, em seguida, retorná-las para o 10 ♦ na ordem correta.
- Uma carta pode ser facilmente transferido para as bases, sem a possibilidade de ser necessária mais tarde no jogo, se uma das seguintes condições ocorrer: (a) os valores dos fundamentos da cor diferente são, pelo menos, este cartão é cara Valor menos 1; (B) os valores dos fundamentos da cor diferente são, pelo menos, este cartão do valor nominal menos 2, bem como o valor dos outros fundação da mesma cor é, pelo menos, este cartão do valor nominal menos 3. Por exemplo, se a espada fundação pilha atualmente vai até 5 ♠, e os 6 ♠ cartão está disponível, é segura para mover este 6 ♠ à espada pilha enquanto a outra fundação montes quer incluir 5  ♥ 5 ♦ ou incluir 4 ♥ 4 ♦ 3 ♣.
- Quando uma carta foi movida para uma base, não pode ser transferido de volta para o campo. Portanto, não se apresse para passar muitas cartas de um único naipe para uma baseo (a isto se chama "empilhamento paracima"). Por exemplo, se você começar a empilhar até clubes (um terno preto), em uma base, você está indo para acabar com mais do que cartões vermelhos - terno preto - terno queridos no campo, e isso vai lhe causar problemas. No entanto,é geralmente segura a pilha de duas cores diferentes - ternos em conjunto. Por exemplo, se você tem baixo valor diamantes e clubes que podem ser transferidas para as bases, você pode seguramente pilha até esses dois fatos imediatamente. Empilhamento de dois ternos de cores opostas continuará a deixar um número igual de vermelho e preto - terno - terno jogando cartas na área, portanto, você não será furado com muitos fatos de uma única cor.
- Além disso, não colocar todos royals nas celas. Por exemplo, se você tiver uma coluna em um fundo preto rei, rainha vermelho, vermelho tomada, o outro vermelho Valete, e um vermelho rei seguido de um ás, aguarde antes de ir em frente e começar a ás.
- Não vá direto para o ases, se forem todos até superior. Clear fora algumas colunas antes você pode ir para a ases. Você pode ficar preso com as células cheio e não disponíveis jogadas, pois o jogo termina.
- Existem três teclas para ganhar FreeCell consistentemente: coluna de gestão, o espaço de gestão, jogabilidade gestão.
- Coluna gestão: O jogo começa com quatro colunas de 7 cartas e 4 colunas de 6 de cartões. Quase todos os jogos irão envolver Reorganizando as colunas para criar uma ou mais colunas vazias. Fazendo isto requer que colunas que são mais eficientes do que a original, 6 ou 7 cartão colunas. O mais eficiente coluna é de 12 cartões coluna que começa com um rei e termina com um 2. Melhorar a eficiência coluna exige novas colunas com um 8 ou superior. Evite iniciar novas colunas com nada inferior a um 8.
- Space gestão: Tente manter, pelo menos, 2 abrir células livres e um vazio coluna. Colunas vazias são geralmente mais útil do que vazio células livres.
- Jogabilidade gestão:
  - A maioria dos jogos FreeCell irá conter um ou mais problemas jogabilidade. Estes problemas incluem tipicamente tendo ambas as placas da mesma cor e ordenado enterrados ou empilhadas. Por exemplo, jogo # 14405 tem tanto preto 7's enterrado no topo da coluna. Além deste problema tanto vermelho 9's são empilhadas no 7o coluna. Jogo # 14410 tem tanto preto 9's e tanto preto 10's enterrado no topo das colunas. Ele também tem tanto preto 4's, tanto vermelho 5's, e tanto vermelho 8's empilhadas. No famoso jogo # 11982 tanto ases preto e vermelho ambos os ases são enterrados, tanto preto 5's, tanto preto 7's, e tanto vermelho 9's são empilhadas.
  - Tente evitar jogar coluna que resulta em ambas as placas da mesma cor e ordenado na mesma coluna.
  - Esteja consciente das consequências jogabilidade de jogadas. A estratégia nota acima demonstra como células livres podem ser usados para classificar as cartas em ordem correta. Note, no entanto, que a ordem original só requer 1 livre de se deslocar para uma cela aberta 10 ♥ e depois que eles são classificados em ordem correta que requerem 4 células livres para se deslocar para uma Aberto 10 ♥.

## Dificuldade
O jogo de FreeCell, permitindo que um número finito de possíveis jogos, pode ser trivialmente resolvido em tempo polinomial. Este resultado foi provado em 2000 e publicado pela primeira vez em 2001. O resultado implica que escrever um algoritmo que seja capaz de encontrar rapidamente soluções arbitrárias para as configurações generalizadas do FreeCell seria uma grande descoberta científica. A pessoa que desenvolver um programa que resolva o FreeCell em tempo polinomial iria ganhar o premio de  1,000,000 por ter resolvido um dos Millennium Prize Problems do Clay Mathematics Institute. Contudo, a maioria dos pesquisadores acreditam que não existe solução eficiente, mas procedimento existe.

## Resolutores
Uma das paixões de vários entusiastas FreeCell foi para construir programas de computadores que poderia resolver automaticamente FreeCell. Don Woods (programador) | Don Woods escreveu um solver para FreeCell e vários jogos similares já em 1997. Este solver foi posteriormente reforçado por Wilson Callan e Adrian Ettlinger e foi incorporada no seu FreeCell Pro softwares.
Outra conhecida resolutor é Patsolve de Tom Holroyd. Patsolve usa atômicas jogadas, e desde a versão 3.0 incorporou uma ponderação função baseia - se nos resultados de um algoritmo genético que tornou muito mais rápido.
Shlomi Fish começou seu próprio resolutor, com início em Março de 2000. Este resolutor foi
Simplesmente batizada Freecell Solver.
- Gary Campbellescreveu um resolutor do FreeCell
- o que você pode fazer o downloade executar em uma janelaDOS.

Esta resolutor pesa em 12 kilobytes, e é bastante rápido.
O mais completa lista de resolutores conhecido contém links para outros resolutores. Novos resolutores estão constantemente a ser escritos, como parte das atribuições ou projetos para alguns cursos universitários.

## O Projeto Internet FreeCell
Quando FreeCell Microsoft se tornou muito popular na década de 1990 não era claro qual dos 32.000 lida no programa foram solúveis. Para esclarecer a situação, Dave começou Ring The Internet Project FreeCell, assumiu o problema para tentar resolver todos os negócios utilizando humanos resolutores. Ring atribuídos 100 consecutivos jogos pedaços toda voluntariado humanos resolutores e recolhidos os jogos que relatou para ser insolúvel, e atribuiu - los para outras pessoas. Este projecto utilizaram o poder de multiprocessing, onde os processadores foram cérebros humanos, a convergir rapidamente sobre a resposta. O projeto foi concluído em Outubro de 1995, e apenas um jogo desafiou todos os humanos tentativa do jogador: # 11982, que tem demonstrado ser insolúvel por vários exaustiva pesquisa - softwares resolutores.

## Versões do Windows
Embora existam atualmente 52! / 8! (!=Fatorial), ou cerca de 2,00 × 10  63, possíveis jogos, alguns jogos podem ser semelhantes aos outros, pois atende às atribuídas aos cartões são arbitrárias. Quando um cartão é preto, por exemplo, pode ser atribuído aos clubes ou espadas.
O original Microsoft FreeCell pacote inclui 32.000 jogos, geradas por um 15 - bits do número aleatório sementes. Estes jogos são conhecidas como o "Microsoft 32.000". Novas versões do Microsoft FreeCell incluir mais jogos, dos quais o original 32.000 são um subconjunto. Todas as mãos no Microsoft 32.000 foram vencidos exceto o Jogo # 11982., que já deu provas de ser insolucionável.
O original arquivo de ajuda permanece por modernas versões: "Acredita - se (embora não seja provado) que todos os jogos possam ser vencidos." Esta era conhecido no momento de ser falso, em sua acepção restrita. Games numeradas -1 e -2 foram incluídos como uma espécie de ovos de Páscoa para demonstrar que houve algumas combinações possíveis. Cartas claramente que não podia ser ganha. Mesmo assim ele iniciou uma enxurrada de interesse na questão de saber se todos da Microsoft 32.000 poderia ser vencidos. Smart jogadores poderiam ganhar mais jogos na maior parte do tempo, mas não era essa a prova, quer maneira.
Em implementações posteriores de FreeCell em Microsoft Windows, existem 1.000.000 jogos. Destes, 8 foram encontrados para ser insolucionáveis. Eles são jogos No. 11.982, n º 146692, n º 186216, n º 455889, n º 495505, n º 512118, n º 517776. Esta conclusão foi determinado pelo consenso de vários autores de resolutores de FreeCell. O resolutores de ambos Danny A. Jones e Gary D. Campbell foram executados através do primeiro milhão de FreeCell jogos e foram encontradas soluções para todos, mas estes oito. Vários outros solvers também não conseguiram produzir soluções para estes jogos.
Uma forma de "ganhar", em qualquer Microsoft FreeCell jogo foi introduzido como uma forma de ajudar o software original testadores; Um deve empurrar a seguinte combinação da tecla Ctrl - Shift - F10 (Não funciona com Windows Vista), a qualquer momento durante o jogo. Quando a caixa de diálogo aparece na tela clique em "Anular" para ganhar, "Repetir" para perder, ou 'Ignorar' para cancelar e continuar jogando o jogo como inicialmente previsto. Clique duas vezes em qualquer Carta para os resultados. Todavia, isto não significa realmente oferecer uma solução correta para o jogo. Fazendo esta combinação sobre o insolúvel jogos porém mostra que há baralhos que não são cobertos com Reis, mas sim com outras cartas, incluindo Ases.
Outra maneira de "ganhar", é abrir  'Selecionar Jogo' e digitar -3 ou -4 na caixa de diálogo. Quando o jogo carregar, simplesmente arraste um às para a pilha principal, e as outras cartas irão automaticamente para a pilha, vencendo o jogo (Apenas Windows Vista).

## Forecell
'Forecell' é uma variante incomum de FreeCell que aparece em vários programas, incluindo Soltrio Solitaire .